# Malmaison (België)
Malmaison is een dorp dat deel uitmaakt van de Belgische deelgemeente Hollange van Fauvillers in de provincie Luxemburg in het Waals gewest. De plaats ligt langs de Nationale weg N4 tussen Bastenaken en Martelange.
Deelgemeenten: Fauvillers · Hollange · Tintange

Overige dorpen: Bodange · Burnon · Honville · Hotte · Malmaison · Menufontaine · Sainlez · Strainchamps · Warnach · Wisembach

Belgische gemeenten · Arrondissement Bastenaken · Luxemburg · Wallonië